# Aulus Instuleius Tenax
Aulus Instuleius Tenax (Ὦλον Ἰνστολήιον Τένακα) war ein im 1. Jahrhundert n. Chr. lebender Angehöriger der römischen Armee.
Durch eine Inschrift in griechischer Sprache, die in Ascalon gefunden wurde, ist belegt, dass Tenax Centurio in der Legio X Fretensis (ἑκατοντάρχην λεγιῶνος δεκάτης Φρετησίας) war, die in der Provinz Syria stationiert war.
Durch eine weitere Inschrift, die in Luxor gefunden wurde und die auf den 16. März 65 datiert ist, ist belegt, dass Tenax zu diesem Zeitpunkt bereits ein ehemaliger Primus Pilus (primipilaris) war, der in der Legio XII Fulminata gedient hatte, die ebenfalls in Syria stationiert war. Die Inschrift wurde auf einem der Memnonkolosse angebracht und belegt, dass Tenax zusammen mit zwei weiteren Offizieren, dem Centurio Gaius Valerius Priscus und dem Decurio Lucius Quintius Viator vor Ort war, um die singende Statue zu hören.

## Datierung der ersten Inschrift
Die Inschrift aus Ascalon wurde verschiedentlich (z. B. bei DMIPERP) in die Zeit des Jüdischen Krieges zwischen 66 und 70 oder kurz danach datiert und läge damit zeitlich nach der Inschrift aus Luxor. Werner Eck hält diese Datierung für unwahrscheinlich, da Tenax in der Inschrift aus Luxor seinen Rang mit Primipilaris angibt; Tenax hätte daher vermutlich den niedrigeren Rang Centurio in der Inschrift aus Ascalon als wenig ehrenvoll angesehen.
Werner Eck geht daher davon aus, dass Tenax zum Zeitpunkt der Ehrung in Ascalon den Rang eines Centurios in Legio X Fretensis hatte und er erst später zur Legio XII Fulminata versetzt wurde, in der er dann zum Primus Pilus aufstieg. Tenax wurde als Centurio wahrscheinlich an den Procurator der Domänen von Jamnia abgeordnet, um in dessen Stab zu dienen. Aus dieser Tätigkeit ergaben sich vermutlich Verbindungen nach Ascalon und er machte sich für die Stadt in einer Weise verdient, dass er von Bule und Volk mit einer Statue und der Inschrift geehrt wurde.